# Eidersperrwerk

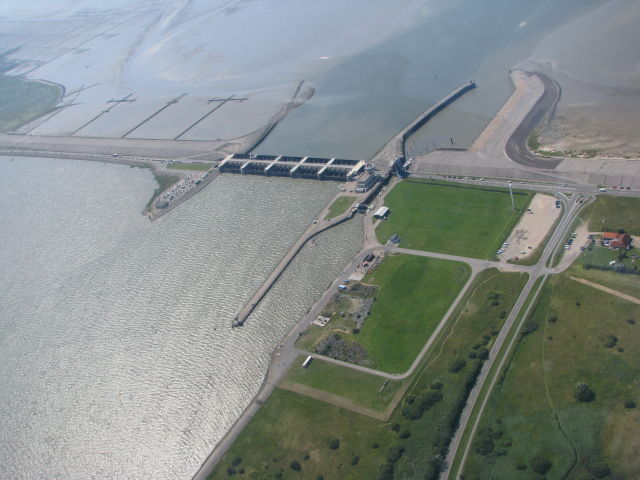
Luftaufnahme des Sperrwerks von der Landseite

Das Eidersperrwerk (offizielle Schreibweise Eider-Sperrwerk) befindet sich an der Mündung der Eider in die Nordsee bei Tönning in Schleswig-Holstein auf dem Gebiet der Gemeinde Wesselburenerkoog sowie an der Grenze zur Gemeinde Tönning. Hauptzweck dieses größten deutschen Küstenschutzbauwerkes ist der Schutz vor Sturmfluten der Nordsee. Außerdem sollten die Baumaßnahmen im Rahmen des Programms Nord zum wirtschaftlichen Aufschwung in den Kreisen Norderdithmarschen (heute Teil des Kreises Dithmarschen) und Eiderstedt (heute Teil des Kreises Nordfriesland) beitragen. Als ein Jahrhundertbauwerk wurde das Sperrwerk am 20. März 1973 eingeweiht.

## Ausführung

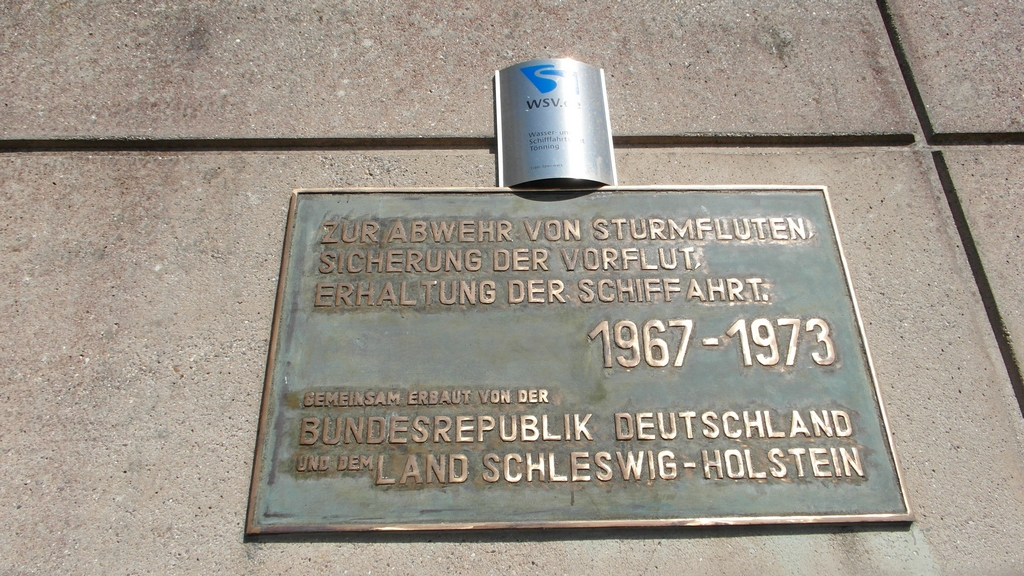
Gedenktafel zur Errichtung des Sperrwerks

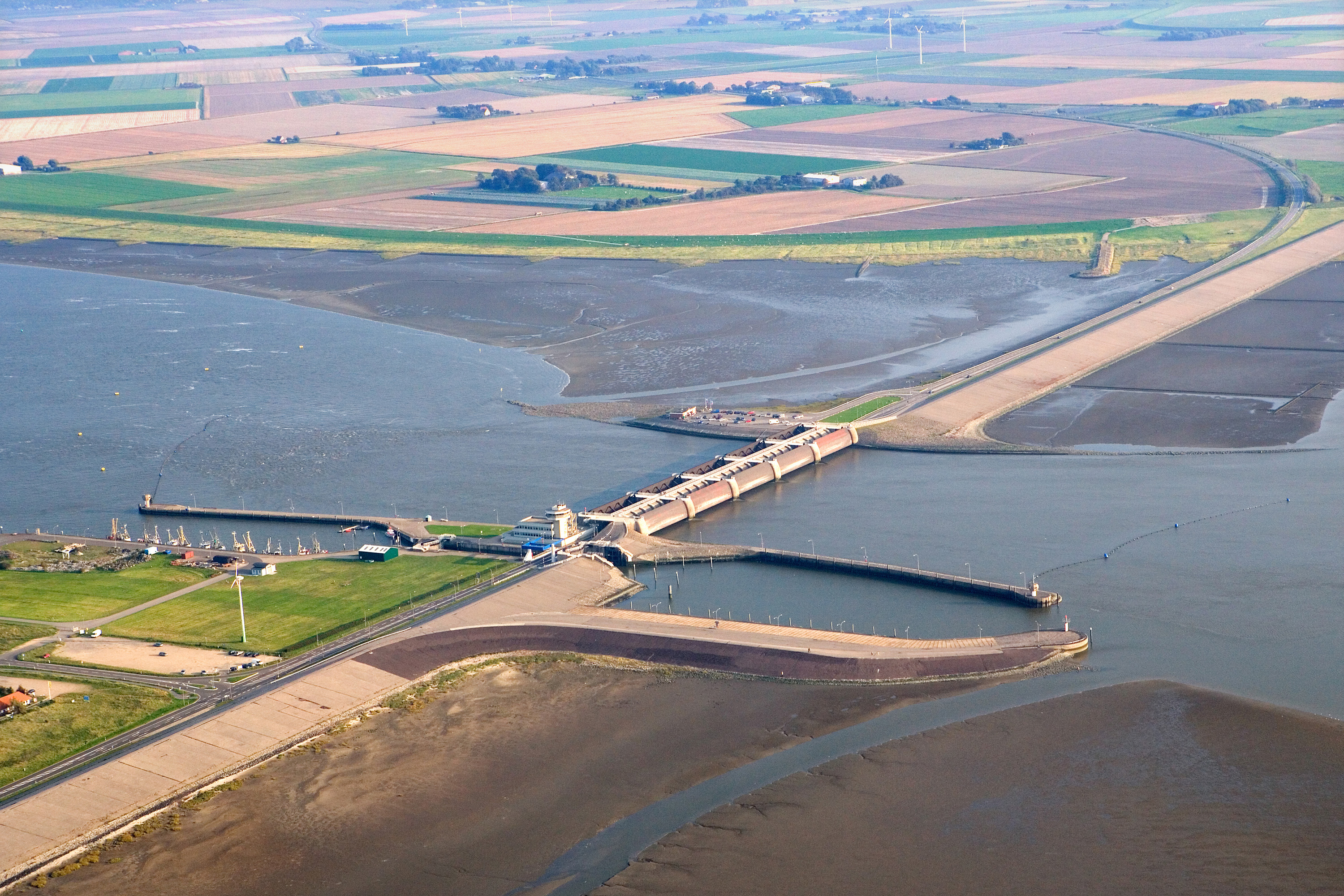
Luftaufnahme des Sperrwerks von der Seeseite

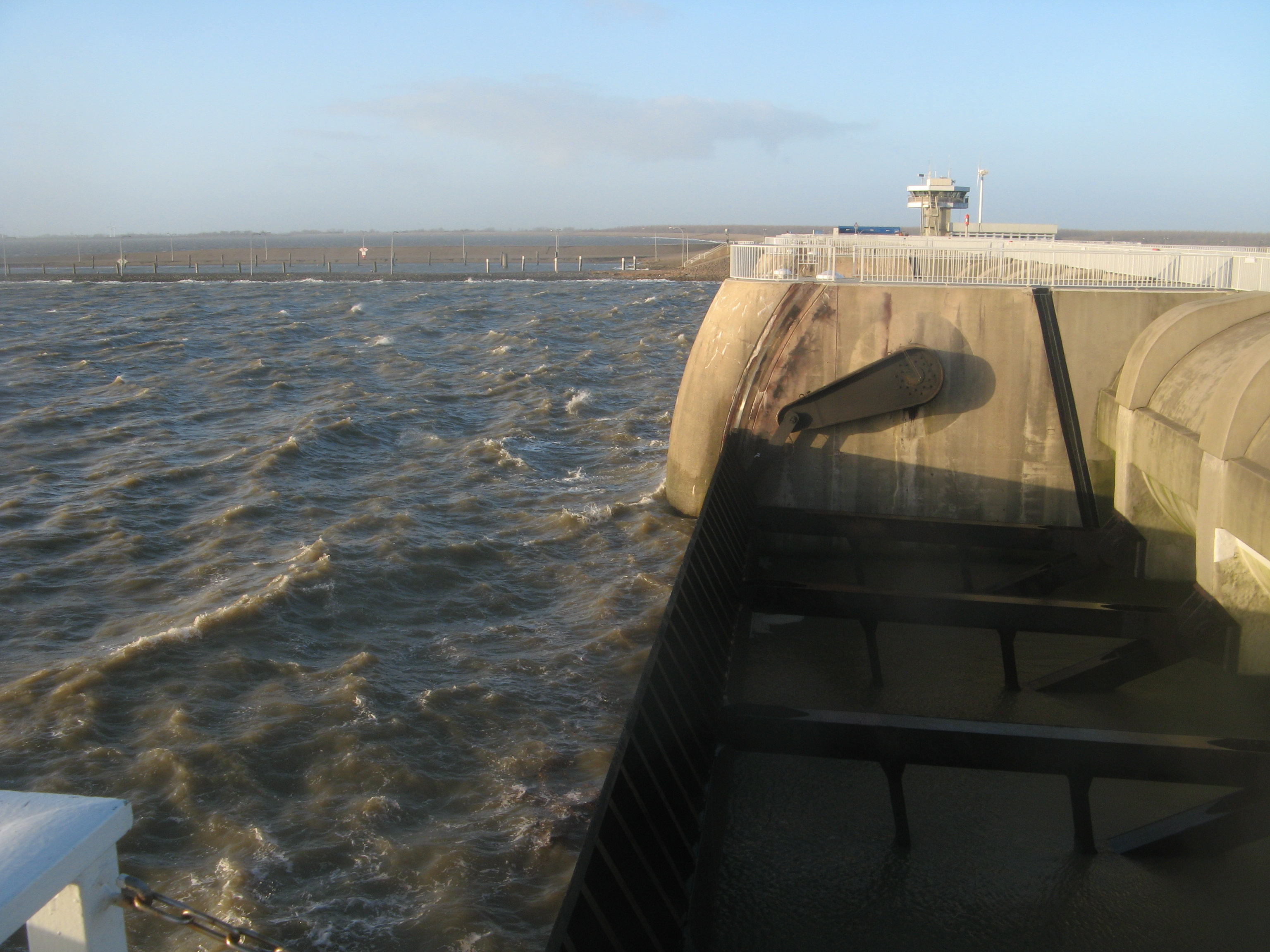
Eidersperrwerk Seeseite, geschlossen

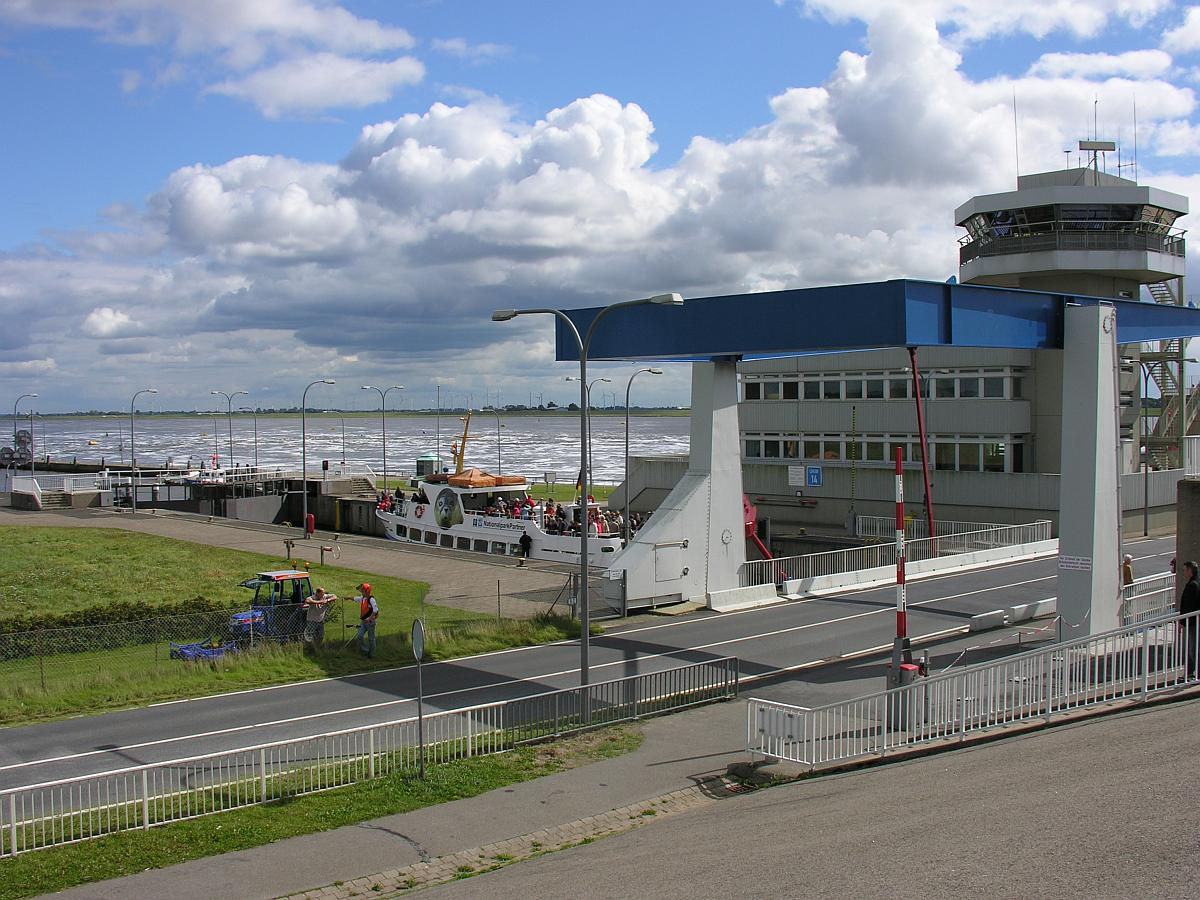
Anlage des Eidersperrwerks mit Kontrollturm, Schleuse und Klappbrücke

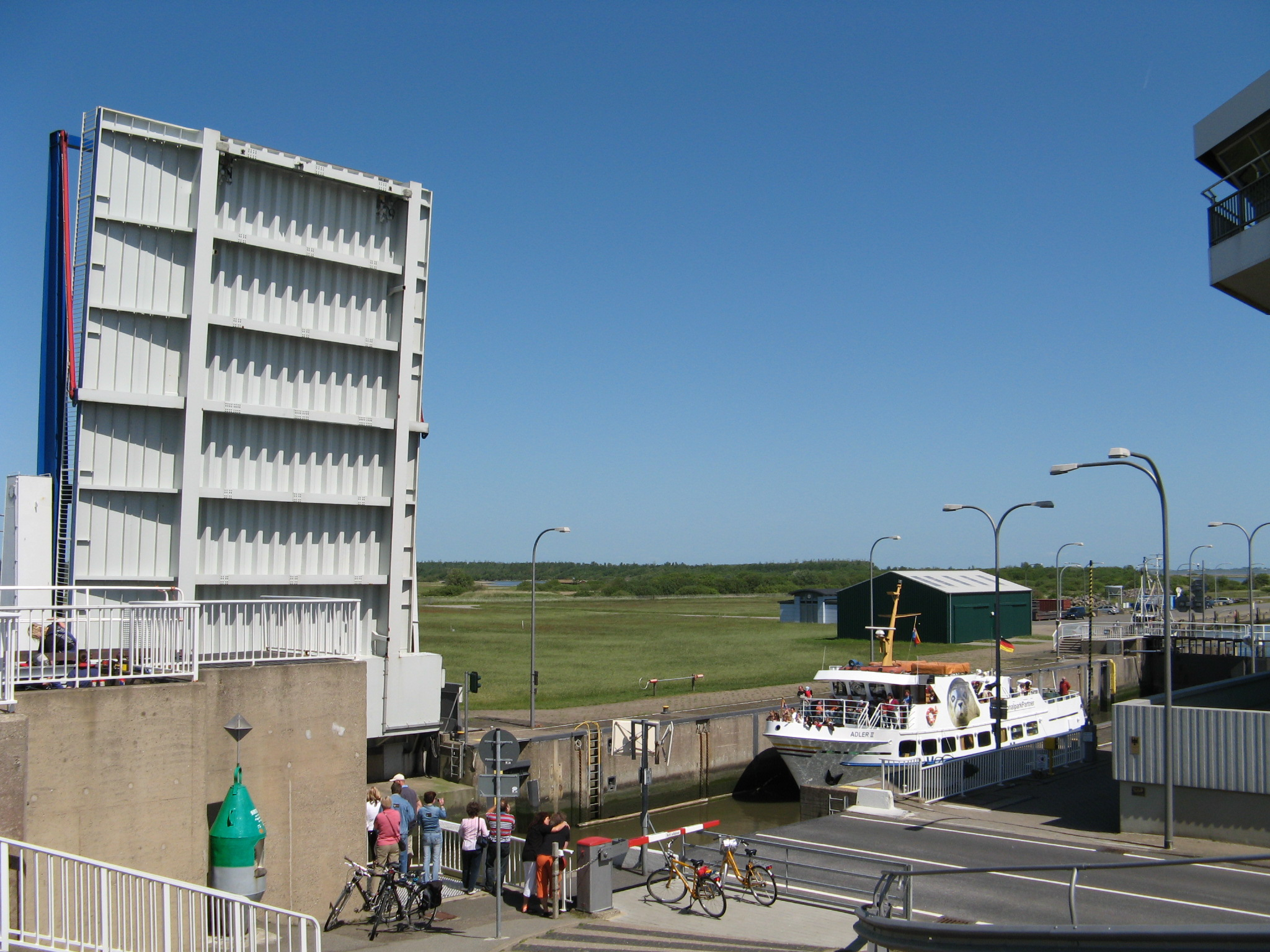
Brücke und Schleuse geöffnet

Nachdem 1962 die Hamburg-Sturmflut auch Tönning erfasst hatte, überlegte man, ob man die Deiche am Eiderufer erhöhen oder ein Sperrwerk an der Mündung errichten sollte. Man entschied sich für das Sperrwerk. Die Bauarbeiten begannen 1967. Große Schwierigkeiten bereiteten die Strömungsverhältnisse an der Mündung, dementsprechend hoch waren die Baukosten (ca. 170 Millionen DM = entspricht heute ca. 392 Millionen Euro). Die Außendeichlinie im Bereich der Eidermündung wurde so von 60 km auf 4,8 km verkürzt.
Das Sperrwerk besteht aus zwei separaten Reihen mit jeweils fünf Toren. Die Anlage wurde so ausgeführt, um eine doppelte Deichsicherheit zu gewährleisten. Zwischen den Toren führt eine Straße hindurch, geschützt durch einen 236 Meter langen Tunnel. Über dem Tunnel ist ein Fußweg, der eine gute Aussicht auf die Westküste und die Eider bietet. Ebenfalls mit doppelten Toren ausgeführt ist eine dem Sperrwerk angegliederte Schleuse für den Schiffsverkehr auf der Eider. Mitsamt dem ebenfalls neu gebauten Deich ist das Sperrwerk 4,9 Kilometer lang, liegt 8,5 Meter über Normalhöhennull und 7 Meter über dem mittleren Tidehochwasser. Fünf Sieltore von je 40 Meter Länge lassen bei Ebbe das Eiderwasser in die Nordsee bzw. bei Flut das Nordseewasser in die Eider fließen. Daneben befindet sich eine 75 Meter lange und 13 Meter breite Kammerschleuse, durch die Schiffe aus dem anliegenden Hafen in die Nordsee kommen.

## Bauwerk und Umwelt
Das Sperrwerk wird regelmäßig saniert, um den Witterungseinflüssen standzuhalten. Die geänderten Strömungsverhältnisse gruben in den Jahren bis zu 28 Meter tiefe Kolke beidseitig des Sperrwerkes, die 1993 mit 45.000 Sandsäcken verfüllt werden mussten. Für das Bauwerk wird eine Lebensdauer von 80 Jahren veranschlagt. Es soll deshalb bis 2050 ersetzt werden. Die Planungen dazu sollen 2030 anlaufen. Das Bauwerk bedeutete einen massiven Eingriff in die Ökologie, der erst Jahre später genauer betrachtet wurde.

## Betriebsformen
Das Sperrwerk wird den vorherrschenden und angekündigten Wetterbedingungen entsprechend in vier verschiedenen Betriebsformen gefahren, um dem Hinterland optimalen Schutz vor den Tücken der Nordsee zu gewährleisten, gleichzeitig der Verlandung der Untereider entgegenzuwirken und somit die Vorflut und die Schifffahrt zu sichern.
- Normalbetrieb
 In der Betriebsform Normalbetrieb sind alle Tore geöffnet. Das Wasser, Eider- sowie Nordseewasser, kann ungehindert in beide Richtungen fließen.
- Normalbetrieb mit Flutdrosselung
 Meerwasser strömt aus der Nordsee kommend in die Eider. Zur Verringerung des Sandeintrags in die Eider werden die seeseitigen Tore teilweise abgesenkt.
- Sturmflutbetrieb
 Ab einem Wasserstand oberhalb einem Meter über dem mittleren Tidehochwasser werden beide Torreihen geschlossen. Das geschieht aus Gründen einer doppelten Deichsicherheit.
- Sielbetrieb
Für den Sielbetrieb wird lediglich die seeseitige Torreihe während der Flutzeit geschlossen, damit das Wasser aus der Nordsee nicht in die Eider eindringen kann. Mit fallendem Nordseepegel während der Ebbezeit werden diese Tore zur Entwässerung des Hinterlandes geöffnet.

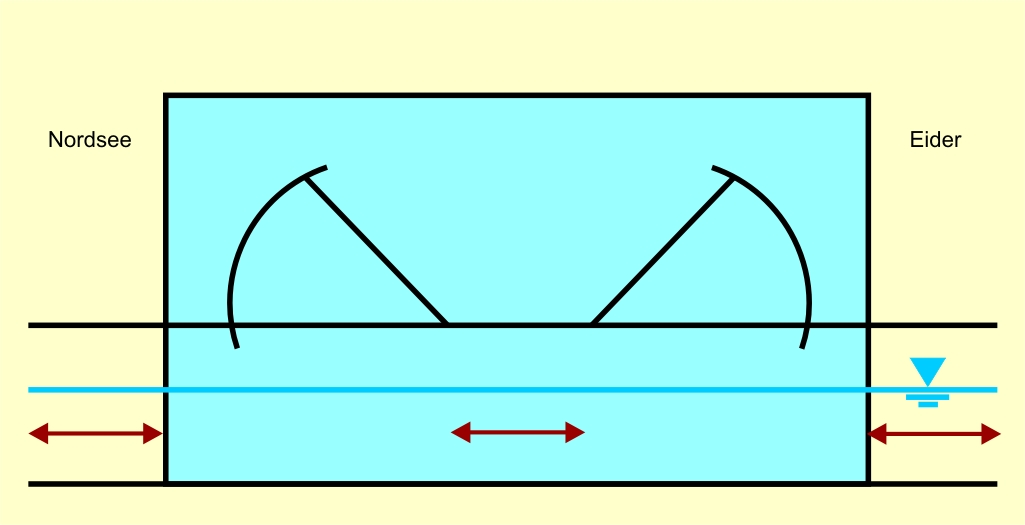
Normalbetrieb
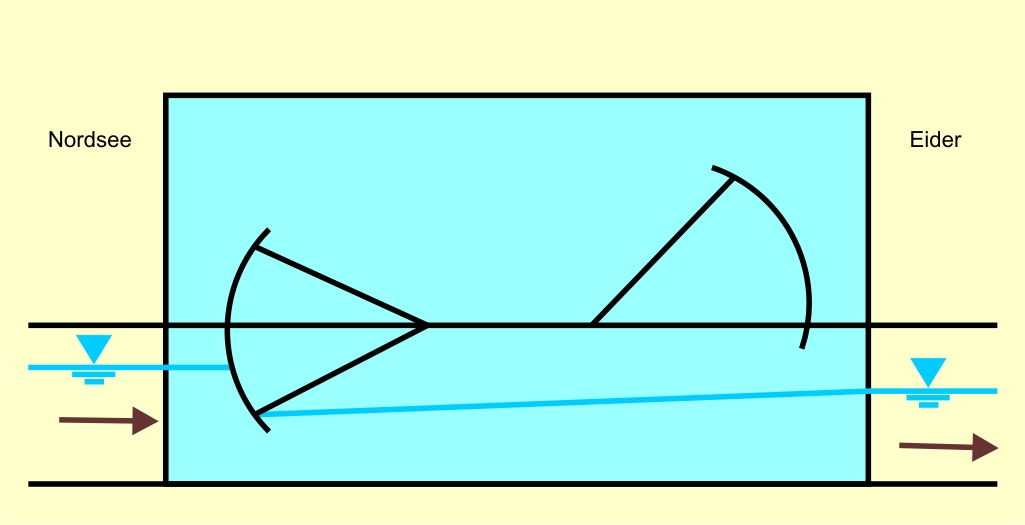
Normalbetrieb mit Flutdrosselung
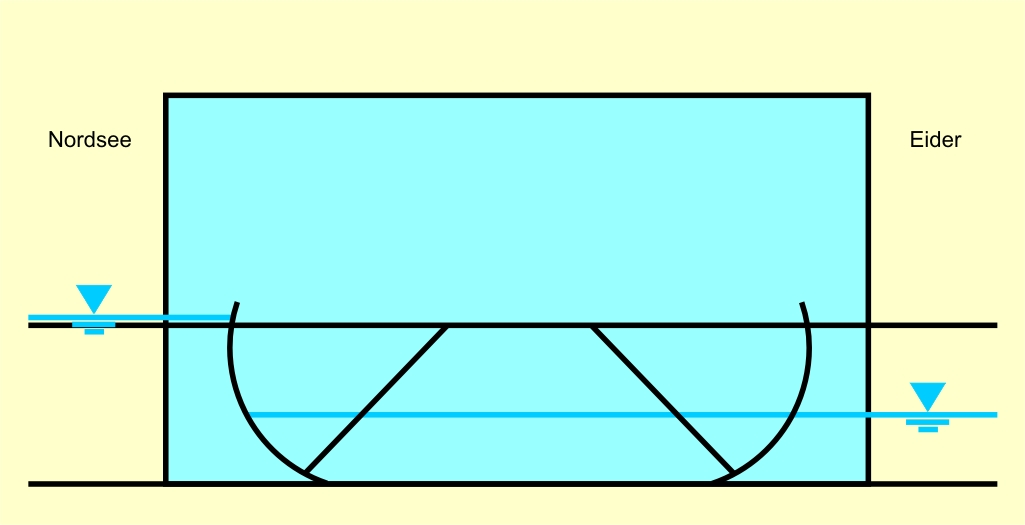
Sturmflutbetrieb
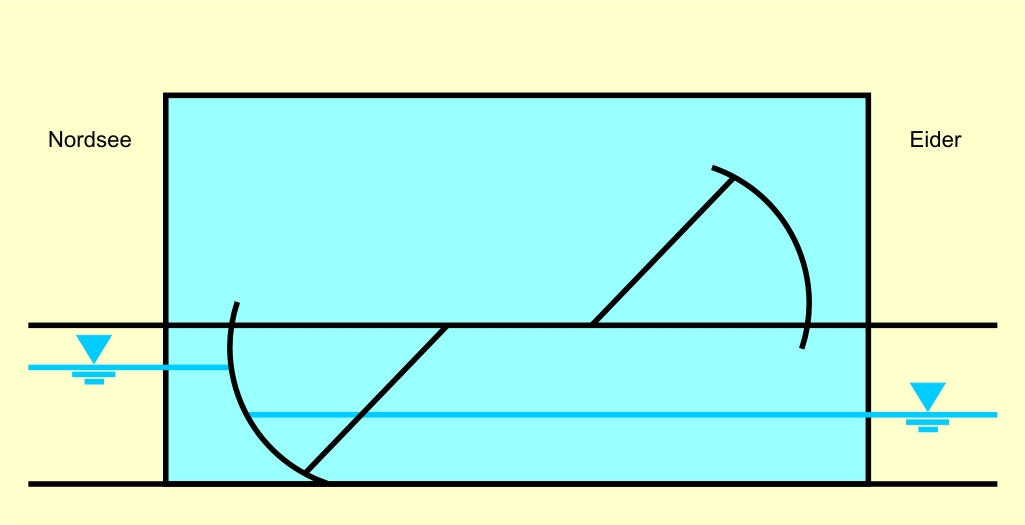
Sielbetrieb

Das Sperrwerk wird von 12 Personen im Schichtbetrieb betrieben, darunter sechs Nautiker, drei Elektriker und drei Schlosser.

## Weitere Nutzung
Heute dient das Bauwerk auch als Ausflugsziel für Touristen auf der Durchreise nach Eiderstedt mit den Badeorten Sankt Peter-Ording, Vollerwiek oder dem Ausflugsort Garding. Zahlreiche Fischkutter siedelten von Tönning zu dem am Sperrwerk gelegenen Fischereihafen um, da die Wege zu den Fanggründen deutlich kürzer wurden.

## Natur
Durch den Bau des Sperrwerks entstand im vorherigen Eider-Ästuar das Naturschutzgebiet Katinger Watt, auf der anderen Flussseite wurde 1989 das Naturschutzgebiet Dithmarscher Eiderwatt ausgewiesen, um die Verluste an Salzwiesen und Wattflächen durch den Sperrwerksbau wenigstens teilweise auszugleichen. Am Sperrwerk selbst brütet eine größere Kolonie Küstenseeschwalben mit 143 Revierpaaren im Jahr 2006.

## Rettungsstation der DGzRS
1977 hat die Deutsche Gesellschaft zur Rettung Schiffbrüchiger (DGzRS) auf der Binnenseite des Sperrwerks eine Rettungsstation eingerichtet. Den freiwilligen Helfern der Umgebung steht für die Seenotrettung im Wattenmeer ein Seenotrettungsboot zur Verfügung.

## Rezeption
Am Sperrwerk spielt die Schlussszene von Wim Wenders’ Film Der amerikanische Freund von 1977.

## Windenergie

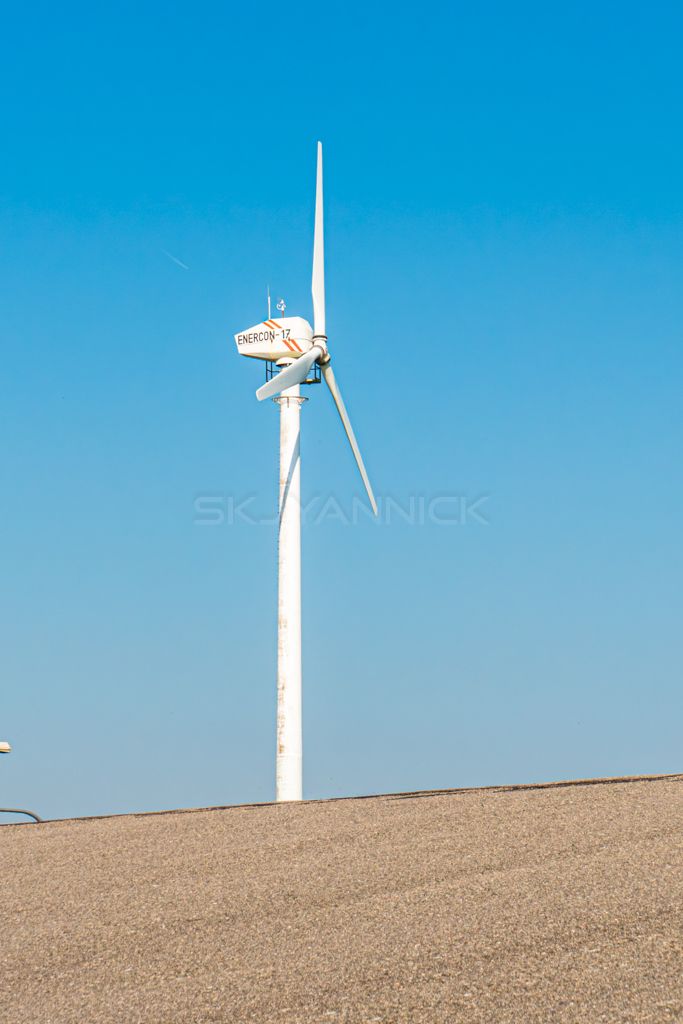
Anlage hinterm Deich

Aufgrund optimaler Windbedingungen am Eidersperrwerk wurde am 14. August 1990 eine Windkraftanlage vom Typ Enercon-17 (auch Enercon E-17 genannt) vom Hersteller Enercon in Betrieb genommen. Sie wird vom Wasser- und Schifffahrtsamt Tönning betrieben. Sie steht am Parkplatz nördlich des Sperrwerks und dient der Versorgung, hauptsächlich für die Tunnelbeleuchtung. Die Anlage hat eine Nennleistung von 80 Kilowatt, einen Rotordurchmesser von 17,2 Meter und eine Nabenhöhe von 28,5 Meter auf einem Stahlbetonturm. Erwartet wurde ein durchschnittlicher Jahresertrag von 200.000 kWh. Im Jahr 1992 erreichte die Anlage einen Ertrag von rund 260.000 kWh, welcher bis heute der höchste ist, den die Anlage in einem Jahr produziert hat.

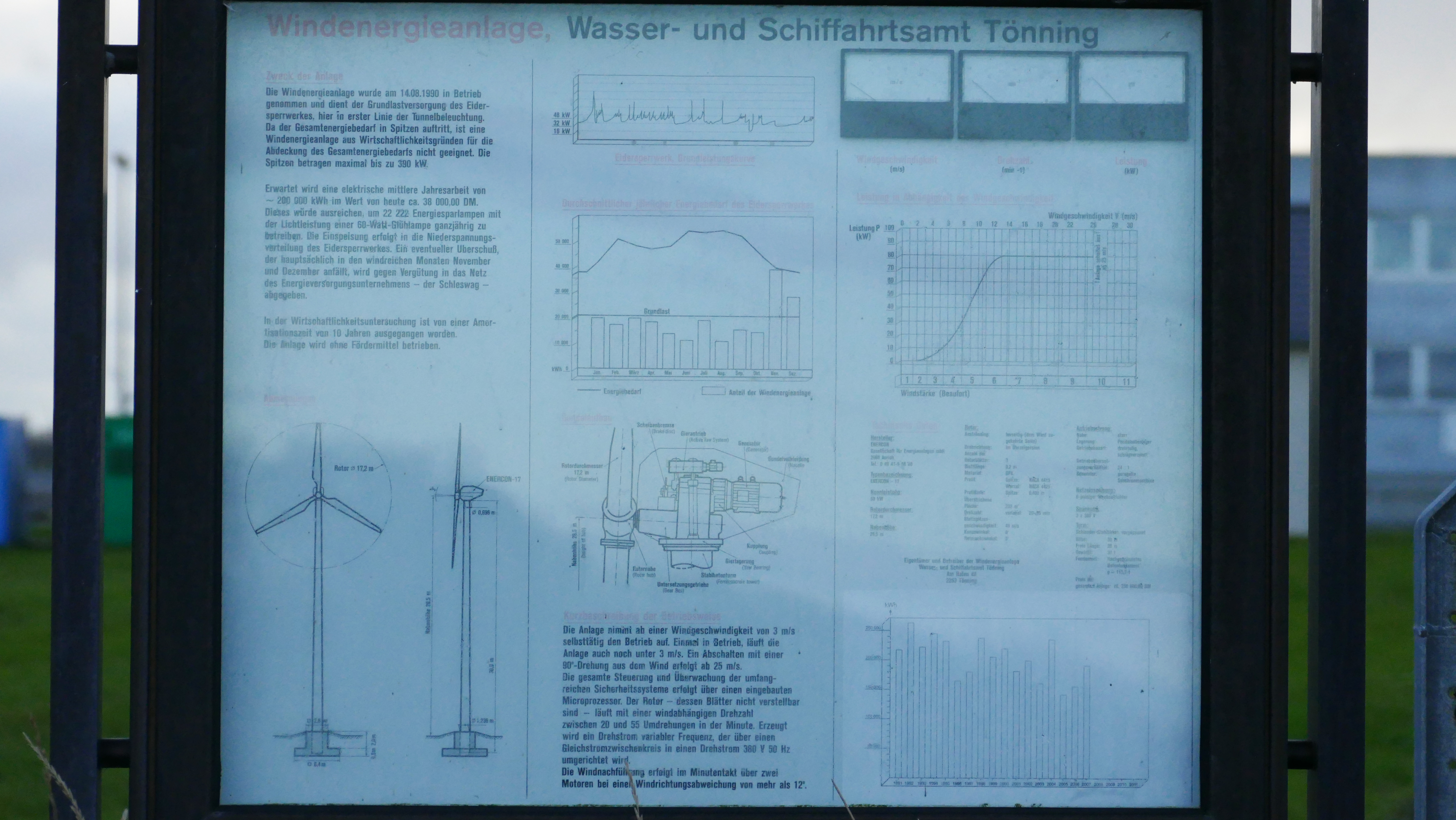
Infotafel mit technischen Daten und jährlichen Erträgen

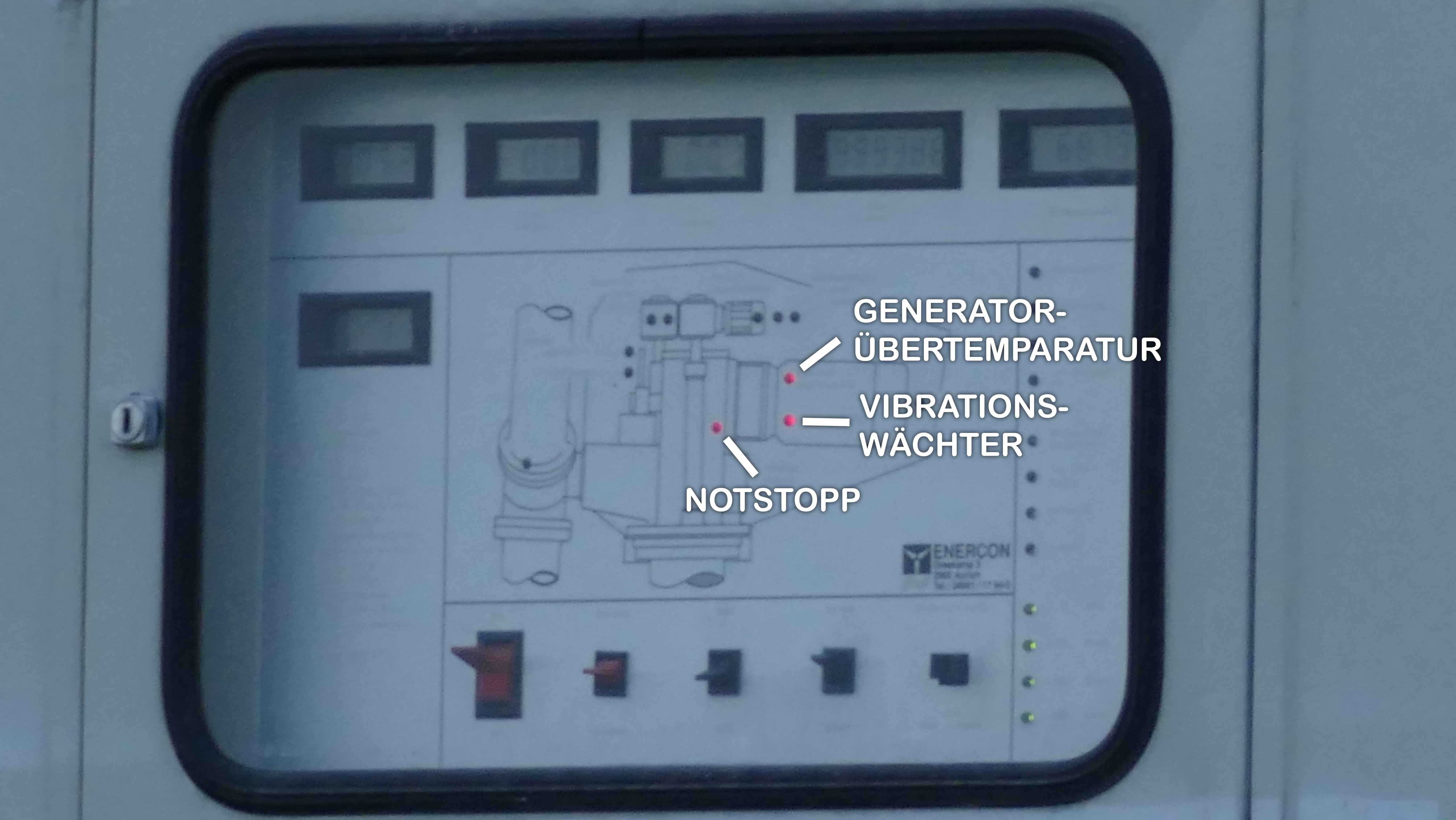
Schaltkasten mit Fehlermeldungen

Mittlerweile wurde die Anlage nach rund 30 Jahren Betriebszeit im Jahre 2020 aufgrund des defekten Generators außer Betrieb genommen. Eine Wiederinbetriebnahme ist aufgrund von hohen Reparaturkosten bisher nicht geplant.